# Meereswärmekraftwerk
Ein Meereswärmekraftwerk setzt den Temperaturunterschied zwischen warmen und kalten Wassermassen in unterschiedlichen Tiefen der Meere in elektrische Energie um. International gebräuchlich ist die Abkürzung OTEC (englisch Ocean Thermal Energy Conversion), auch kann die Bezeichnung ozeanothermisches Gradient-Kraftwerk verwendet werden. Jacques Arsène d’Arsonval lieferte im Jahr 1881 die theoretischen Grundlagen für diese Art der Energiewandlung, die erste Versuchsanlage mit einer Leistung von 22 kW wurde 1930 von Georges Claude, einem Student von d’Arsonval, in Matanzas, Kuba gebaut. Allerdings konnte sich dieser Kraftwerkstyp nicht durchsetzen. Bis auf einige kleinere Versuchsanlagen bestehen bzw. bestanden keine Meereswärmekraftwerke, und dieser Kraftwerkstyp besitzt für die Energiegewinnung bislang keine praktische Bedeutung. Eine Studie der französischen Regierung geht von einem weltweiten Potenzial von 150 Gigawatt aus, das jedoch zum aktuellen Stand der Technik nicht wirtschaftlich ausgeschöpft werden kann.

## Allgemeines

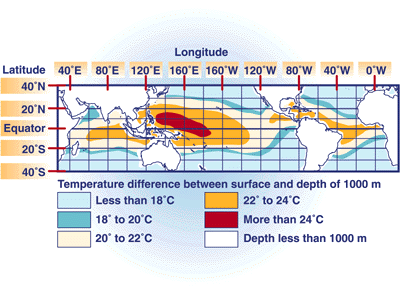
Temperaturunterschiede zwischen Wasserschichten

Das Wasser an der Oberfläche der Ozeane besitzt eine höhere Temperatur als das Wasser in tieferen Schichten. Dieses thermale Gefälle (thermaler Gradient) macht sich das Meereswärmekraftwerk zu Nutze. Wenn der Unterschied zwischen den oberen (0–50 m) und den unteren Schichten (ab 600–1000 m) des Wassers mehr als 20 °C beträgt, kann ein Kreislauf in Gang gesetzt werden, der in der Lage ist, Energie, beispielsweise an einen Generator, abzugeben.
Beachtenswert ist, dass ein Meereswärmekraftwerk im Vergleich zu anderen alternativen Stromerzeugern diesen ständig produzieren kann und nicht von der Tageszeit oder anderen veränderlichen Faktoren abhängig ist. Reale Wirkungsgrade liegen in der Größenordnung von drei Prozent, wobei die Energiequelle – das warme Meerwasser – meist im Überschuss und kostenlos zur Verfügung steht und sich ständig durch die Sonneneinstrahlung erneuert. Bei einer Wassertemperaturpaarung von 6 und 26 °C ist theoretisch ein Wirkungsgrad von 6,7 % erreichbar. Die technische Umsetzung ist jedoch immer mit Wirkungsgradverlusten behaftet.
Die praktische Leistung dieser Kraftwerke wird durch die Wassermenge bestimmt, die durch Kreislauf genutzt wird. Dabei wird eine Leistung von 100 Megawatt (MW) für den geschlossenen und etwa 2,5 MW für den offenen Kreislauf als obere technisch sinnvolle Grenze angesehen. Beim 100 MW-Kraftwerk würden etwa 200 Kubikmeter Wasser pro Sekunde durch eine Rohrleitung mit der Nennweite von etwa 11 Meter zum Kraftwerk gefördert werden. Dazu kommen noch einmal 400 m³ warmes Oberflächenwasser pro Sekunde. Das entspricht etwa 1/5 des Nilstromes in das Mittelmeer. Im offenen Kreislauf bildet die Größe der Turbine das begrenzende Element.
Der derzeit größte Kostenfaktor (bis zu 75 %) für Anlagen dieser Dimension ist die Rohrleitung, in der das Tiefenwasser an die Oberfläche gefördert wird. Sie würde aus glasfaserverstärktem Kunststoff oder armiertem Beton gefertigt werden. Sofern die Pumpen am unteren Ende der Leitung angebracht werden, könnte auch eine Schlauchleitung aus flexiblem und kostengünstigem Kunststoff verwendet werden.
Der Aufwand und die gewaltige Größe der technischen Anlagen im Verhältnis zur Energieausbeute ist der Hauptgrund, der eine kommerzielle Anwendung oder eine größere Verbreitung dieses Kraftwerkstyps bisher verhinderte.

## Funktionsprinzipien
Meereswärmekraftwerke, zu denen auch Eiskraftwerke gehören, funktionieren nach dem physikalischen Prinzip eines Niederenthalpie-Clausius-Rankine-Kreisprozesses. Die Funktion eines Meereswärmekraftwerkes ist in zwei verschiedenen Kreislaufsystemen möglich. Beide Systeme können auch kombiniert werden.

### Geschlossener Kreislauf

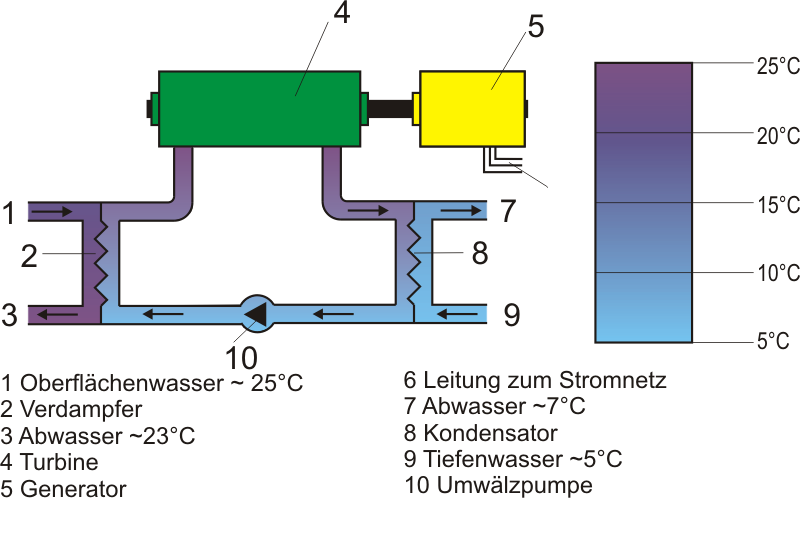
Schema eines geschlossenen OTEC-Kreislaufs

Bei einem Meereswärmekraftwerk mit geschlossenem Kreislauf wird in einem Organic Rankine Cycle warmes Oberflächenwasser gepumpt, welches ein bei niedriger Temperatur siedendes Arbeitsmedium in einem Wärmeübertrager zum Verdampfen bringt. Das verdampfte Arbeitsmedium wird durch eine an einen Generator angeschlossene Turbine geleitet, in der ein Teil der Wärme in Bewegungsenergie umgewandelt wird. Anschließend wird das Arbeitsmedium mit dem aus der Tiefe angepumpten kalten Wasser in einem weiteren Wärmeübertrager wieder in einem Kondensator verflüssigt und kann von neuem in den Verdampfer eingespeist werden.
Das Arbeitsprinzip entspricht dem eines Dampfkraftwerks, nur wird als Arbeitsmedium kein Wasserdampf verwendet. Es sind verschiedene Stoffe als Arbeitsmedium für ein Meereswärmekraftwerk denkbar, dessen Nutzung allerdings jeweils sowohl Vorteile als auch Nachteile mit sich bringt.
- Ammoniak ist leicht verfügbar und preisgünstig in der Produktion, aber giftig.
- Propan ist auch geeignet, aber hat eine niedrigere Wärmeleitfähigkeit und Verdampfungsenthalpie als Ammoniak.

### Offener Kreislauf

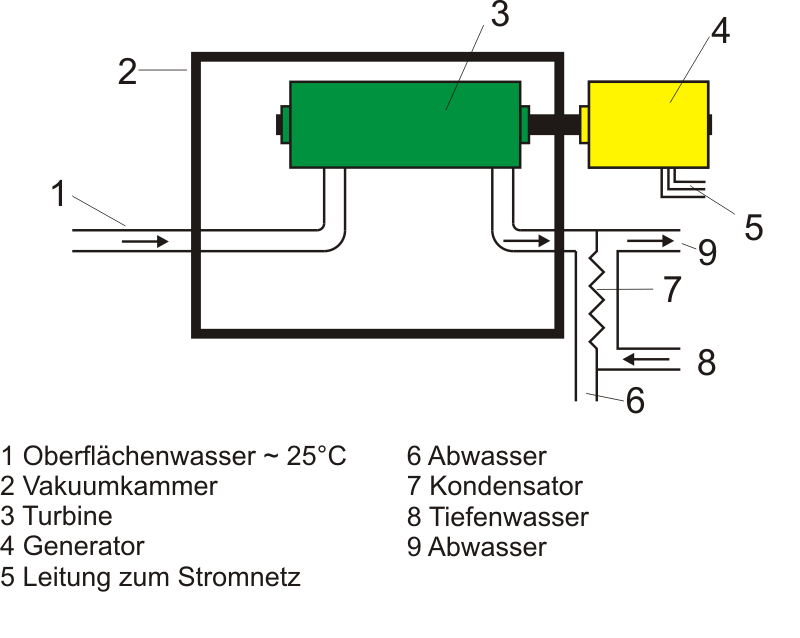
Schema eines offenen OTEC-Kreislaufs

Ein Meereswärmekraftwerk mit offenem Kreislauf nutzt das warme Oberflächenwasser als Arbeitsmedium, das unter Vakuum verdampft wird. Der erzeugte Dampf treibt eine Turbine zur Stromerzeugung an. Anschließend wird der Dampf, der seinen anfänglichen Druck in der Turbine verliert, mit Hilfe von kaltem Tiefenwasser wieder im Kondensator verflüssigt. Wird hierfür ein Wärmeübertrager verwendet und ein direkter Kontakt vermieden, so entsteht entsalztes Süßwasser, das als Trinkwasser genutzt werden kann. In einer Vakuumkammer wird durch eine Vakuumpumpe ständig die im Wasser gelöste Luft abgesaugt. Somit wird sichergestellt, dass das Wasser ohne weitere Wärmezufuhr siedet und verdampft.

### Hybrider Kreislauf

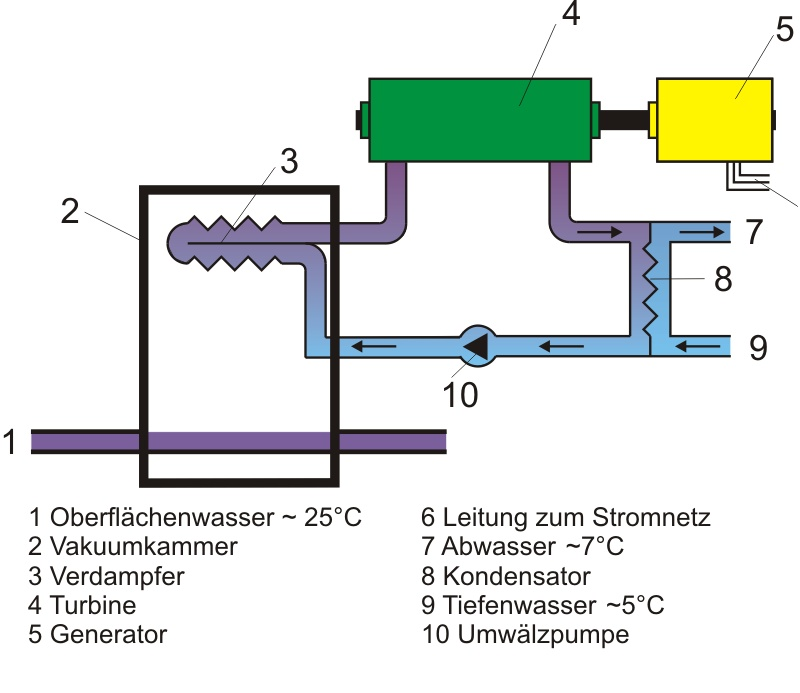
Schema eines hybriden OTEC-Kreislaufs

In einem hybriden Meereswärmekraftwerk werden beide vorgenannten Systeme kombiniert. Das warme Oberflächenwasser wird genutzt, um das Arbeitsmedium im geschlossenen Turbinenkreislauf zu verdampfen. Nachdem das Arbeitsmedium die Turbine passiert hat, wird es wiederum durch kaltes Tiefenwasser kondensiert und erneut in den Kreislauf eingebracht.
Das immer noch warme Oberflächenwasser wird nach der Wärmeabgabe an den Turbinenkreislauf in einer Vakuumkammer verdampft. Dieser Wasserdampf wird mit Hilfe des Kühlwassers kondensiert, wodurch Süßwasser gewonnen werden kann.
Eine andere Anordnung sieht zuerst die Vakuum-Verdampfung des warmen Seewassers vor. Dieser warme Wasserdampf wird anschließend genutzt, um das Arbeitsmedium des Turbinenkreislaufes zu verdampfen. Bei diesem Vorgang wird der Wasserdampf wiederum zu Süßwasser kondensiert. Das kalte Tiefenwasser wird nur zur Kondensation des Arbeitsmediums der Turbine genutzt.
Es sind auch weitere Kombinationen möglich. Eine favorisierte Bauform hat sich bei den wenigen Versuchsanlagen noch nicht durchgesetzt.

### Barjot-Eiskraftwerk
Der Physiker Dr. Barjot entwickelte Anfang des 20. Jahrhunderts ein Konzept, den Temperaturunterschied zwischen der Luft an den Polen von höchstens −22 °C und dem Wasser unterhalb der Eisdecke, das je nach Ansaugtiefe bis über 3 °C warm ist, zu nutzen. Als Betriebsmittel schlägt er Butan (Siedepunkt: −0,5 °C) vor. Der Wärme-/Kältekreislauf bei dieser Technologie – auch unter dem Namen Polarkraftwerk bekannt, funktioniert invers zu bekannteren OTEC in tropischen Warmwasserregionen. Ein Wärmetauscher, der in die kalte Polarluft ragt, ist für die Kondensation des Arbeitsmediums verantwortlich, das von unter der Eisdecke heraufgepumpte Wasser für die Verdampfung. Da Butan praktisch nicht wasserlöslich ist, können Arbeitsmedium und Tiefenwasser im Verdampfer direkt vermischt werden. Berechnungen ergeben, dass bei einem theoretischen Wirkungsgrad von nur 4 % aus einem Kubikmeter Wasser mit einer Temperatur von +2 °C und einer Lufttemperatur von −22 °C dieselbe Energiemenge gewonnen werden kann, wie aus dem Fall dieses Kubikmeters aus einer Höhe von 1.200 m.

## Geschichte/Versuchsanlagen
1881 erdachte der französische Ingenieur Jacques-Arsène d’Arsonval ein Meereswärmekraftwerk mit geschlossenem Kreislauf. Es wurde von ihm jedoch nie getestet.
Im Jahre 1930 wurde an der Nordküste auf Kuba eine kleine Anlage mit offenem Kreislauf installiert, die ihren Betrieb jedoch schon nach wenigen Wochen einstellte. Sie wurde vom Franzosen Georges Claude, einem Freund und Schüler von Jacques Arsene d’Arsonval und Erfinder der Neonröhre, entworfen. Er ließ sich das Prinzip des offenen Kreislaufes patentieren. Die Pumpen benötigten eine größere Leistung als die 22 kW, als die Leistung die vom Generator abgegeben wurde. Gründe dafür waren der schlecht gewählte Standort und Probleme mit Algen. Das nächste Projekt von Claude, ein schwimmendes OTEC-Kraftwerk vor Brasilien, wurde von einem Sturm beendet, der eine Rohrleitung beschädigte. Der glücklose Erfinder starb praktisch bankrott von seinen OTEC-Versuchen.
In den 1970er Jahren förderte die US-Regierung die Erforschung des Meereswärmekraftwerkes mit 260 Millionen Dollar. Nach den Wahlen von 1980 wurde die staatliche Unterstützung jedoch stark gekürzt.
1979 wurde an Bord eines Frachtkahnes der US-Marine vor der Küste Hawaiis ein Experiment, das sogenannte „Mini-OTEC“, mit einem geschlossenen Kreislauf erfolgreich unter Beteiligung des Staates Hawaii und eines Industriepartners durchgeführt. Es dauerte etwa drei Monate. Die Generatorleistung betrug rund 50 kW, die Netzeinspeiseleistung ca. 10–17 kW. Es wurden etwa 40 kW für den Betrieb der Pumpen benötigt, die das 5,5 °C kalte Wasser mit einer Förderleistung von 10,2 Kubikmeter in der Minute aus 670 m Tiefe in einem 61 cm durchmessenden Polyethylenrohr und das 26 °C warme Oberflächenwasser mit derselben Rate zur Anlage förderten.
1980 wurden an Bord eines umgebauten Marine-Tankers, der vor Kawaihae an der Kona-Coast (Hawaii) verankert war, Komponenten eines geschlossenen Kreislaufes unter dem Projektnamen „OTEC-1“ getestet. Dabei sollten die Umweltauswirkungen eines im Meer verankerten Kraftwerks untersucht werden. Die Anlage konnte keine Elektrizität gewinnen.
1981 war für einige Monate ein kleines Meereswärmekraftwerk auf der Insel Nauru in Betrieb, welches von einem japanischen Konsortium zu Demonstrationszwecken errichtet worden war. Von den 100 kW Generatorleistung wurden rund 90 kW von den Pumpen benötigt. Die Gesamtbetriebsdauer betrug 1.230 Stunden.

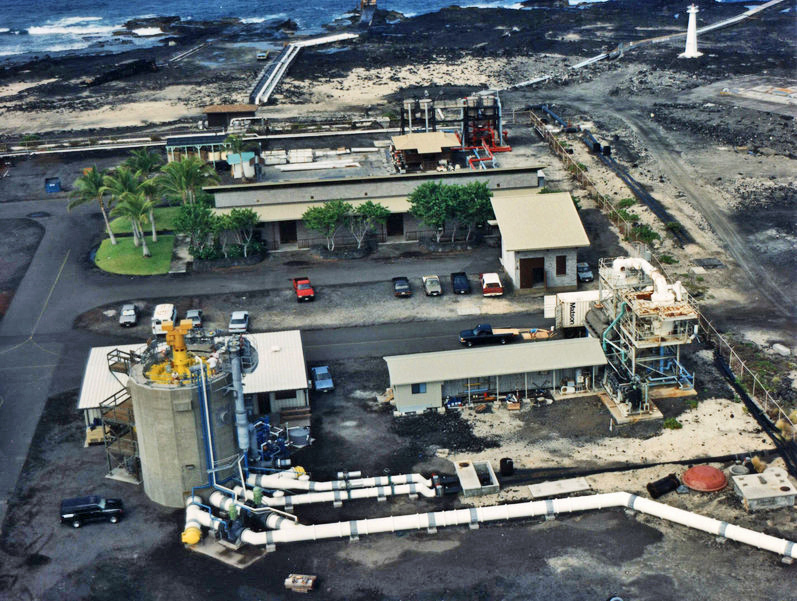
Versuchsanlage auf Hawaii

Bereits 1983 wurde ein 40-MW-OTEC Versuchskraftwerk auf einer künstlichen Insel am Kahe Point vor der Küste von Oʻahu (Hawaii) geplant. Nachdem die Konstruktionsarbeiten 1984 abgeschlossen waren, konnten jedoch keine Geldmittel für den Bau gewonnen werden, da das OTEC-Kraftwerk sich nicht mit billigeren fossilen Kraftwerken vergleichen konnte. Nach weiterer Forschung speziell an den Verdampfern und Kondensatoren versprach man sich jedoch eine starke Senkung der Kosten eines OTEC-Kraftwerks mit geschlossenem Kreislauf.
In den Jahren 1993 bis 1998 wurde in Keahole Point (Hawaii) ein experimentelles Meereswärmekraftwerk mit offenem Kreislauf erfolgreich von der Natural Energy Laboratory of Hawaii Authority betrieben. Die Generatorleistung betrug 210 kW, bei einer Oberflächenwassertemperatur von 26 °C und einer Tiefenwassertemperatur von 6 °C. Im Spätsommer bei sehr hohen Temperaturen konnten bis zu 250 kW vom Generator abgegeben werden. Dabei wurden etwa 200 kW von den Pumpen zur Förderung des Wassers verbraucht. Es wurden etwa 24.600 Kubikmeter kaltes Wasser durch ein 1 Meter durchmessendes Rohr aus rund 825 m Tiefe und 36.300 Kubikmeter warmes Oberflächenwasser an Land gepumpt. Ein kleiner Teil des erzeugten Dampfes wurde zur Gewinnung von entsalztem Wasser genutzt (etwa 20 l/min). Die Versuche ergaben, dass sich bei kommerziellen Kraftwerken eine Effizienz von 70 % für das Verhältnis Netzeinspeiseleistung pro Generatorleistung
erreichen lassen sollte.